# Ormenina coffeacola
Ormenina coffeacola är en insektsart som först beskrevs av Dozier 1931.  Ormenina coffeacola ingår i släktet Ormenina och familjen Flatidae. Inga underarter finns listade i Catalogue of Life.